# 허웰린 압 그리피드

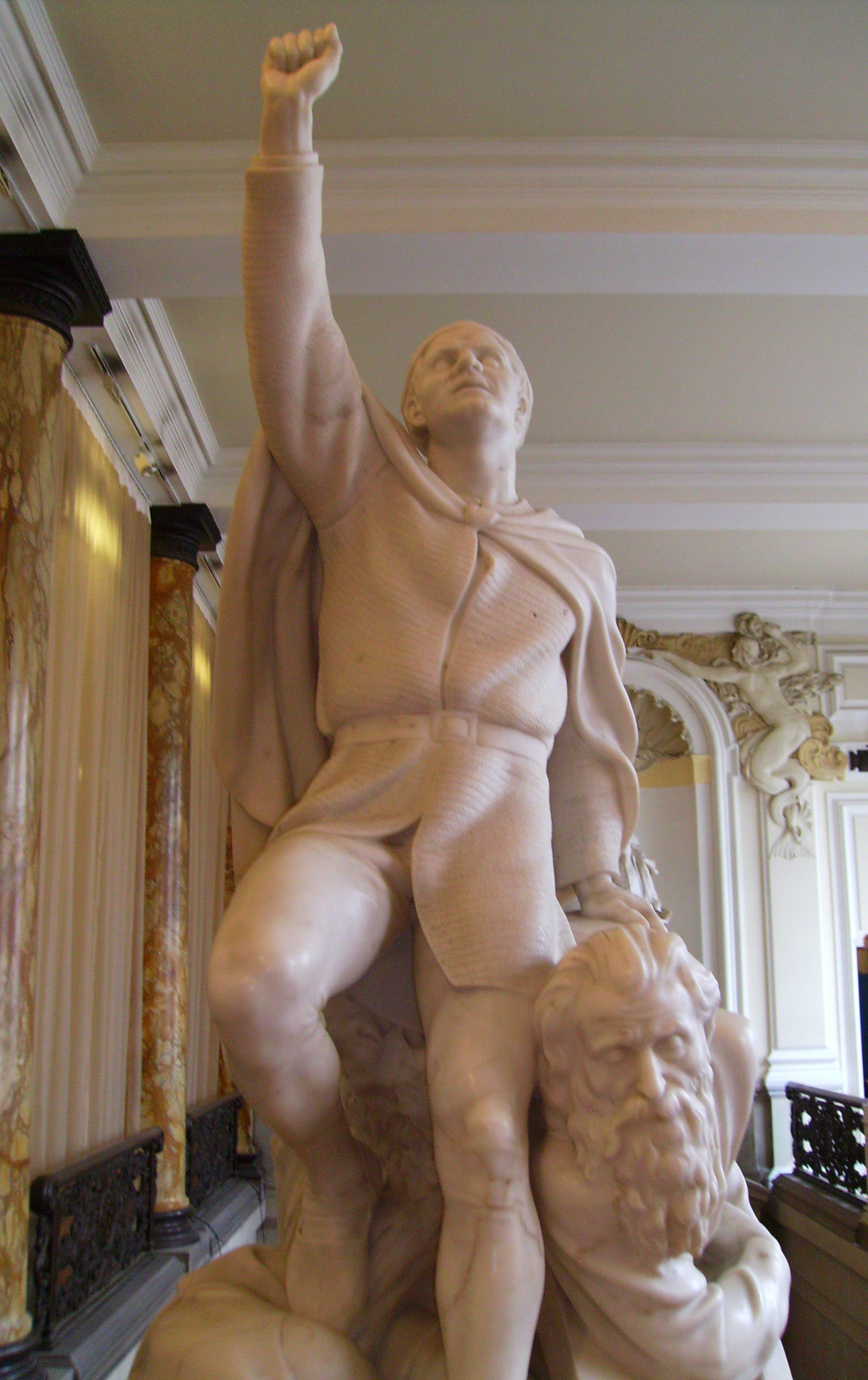
카디프 시청 내 허웰린 압 그리피드 동상

허웰린 압 그리피드(웨일스어: Llywelyn ap Gruffudd [ɬəˈwɛlɨn vaur ab ˈɡrɨ̞fɨ̞ð], 1223년 ~ 1282년 12월 11일)는 1258년부터 1282년 킬메리에서 사망할 때까지 웨일스 대공이었으며, 잉글랜드의 국왕 에드워드 1세가 웨일스를 정복하기 전에는 Gruffydd ap Llywelyn Fawr의 아들이자 허웰린 바우르의 손자인 다피드 압 그리피드(Dafydd ap Gruffudd)가 마지막 웨일스 대공이었다. 허웰린 에인 허웨 올라프(웨일스어: Llywelyn Ein Llyw Olaf)라는 별명이 있는데, 이는 "우리의 마지막 지도자 허웰린"이라는 뜻이다.